# キスマイ魔ジック
キスマイ魔ジック（キスマイマジック）は、2015年10月7日（6日深夜）から2016年9月28日（27日深夜）までテレビ朝日で毎週水曜0:15 - 0:45（火曜深夜、JST）に放送されていたバラエティ番組で、Kis-My-Ft2の冠番組である。

## 概要
前番組『あの遊びをバージョンアップ! キスマイGAME』で放送された企画を引き継ぐ形で、様々な魔法のような技「魔ジック」を持ったプロと対決する番組。
Kis-My-Ft2はテレビ朝日において、2012年の『濱キス』以来冠番組が続いているが、半年を超えて同一の番組タイトルが続くのは当番組が初である。
（『キス濱ラーニング』は『キス濱ラーニング2』→『キス濱ラーニング3』とナンバリングされる形で半年ごとにタイトルが変わっていった）

## 出演者
- Kis-My-Ft2

## 主な企画
「うしろの声優だ～れ？」や「検索センス対決」といった企画は前番組「あの遊びをバージョンアップ! キスマイGAME」から踏襲されているので、ここでは当番組より新しく始まった企画を取り上げる。
天才子役の演技を見破れ!
子役として活躍する俳優・女優がAとBの二通りの行動をし、どちらが実際にその行動をしているかをキスマイとゲストが当てる企画。
（例えば、子役が『ドラえもん』と『クレヨンしんちゃん』のアニメを見ているように装うが、どちらかは実際にアニメを見ており、一方は砂嵐を見ていながらアニメを見ている演技をしている。どちらかの行動では実際に父親に電話しているが、もう一方では電話をしているような演技だけ、といった流れ）
弁護士のウソを見破れ!!
法的に問題があると思われる事案が紹介され、現役の一人の弁護士が当該事案を「違法である」と「違法ではない」の両方の立場から弁護する。キスマイとゲストは一つの弁護が終わった際に異議を申し立て、弁護内容の妥当性を判断し、最終的に違法かそうでないかをジャッジする。
お絵描きハンデバトル
キスマイ＆ゲストチームと、有名漫画家がとある場面の描写をするというお題を出され、同じチームのメンバーが描写された内容の答えを当てる企画。ただし、漫画家が描写する制限時間はキスマイ＆ゲストチームの半分というハンデつき。
クイズ魔ジックフレーズ
歴史上の人物が遺した、恋愛やビジネス・人生の教訓などに関する名言の一部が空欄になっており、その空欄の部分をキスマイチームとゲストチームが対戦形式で当てるゲーム。サバンナの高橋茂雄がMCを務める。第１回と第２回はキャバ嬢チーム、第３回は現役東大生チーム、第4回ではオネエチームがゲストとなった。

## 放送リスト
| 回                                                                                            | 放送日         | 内容                                                     | ゲスト                                        | プロ                                                    |
| --------------------------------------------------------------------------------------------- | -------------- | -------------------------------------------------------- | --------------------------------------------- | ------------------------------------------------------- |
| 1                                                                                             | 2015年 10月7日 | マジシャンのテクニックを見破れ                           | 篠原信一                                      | ふじいあきら                                            |
| 2                                                                                             | 10月14日       | うしろの声優だ～れ？                                     | 春日俊彰（オードリー）                        | 平田広明 坂本千夏 神代知衣 松田洋治                     |
| 3                                                                                             | 10月21日       | ネット検索ゲーム                                         | 又吉直樹（ピース）                            | -                                                       |
| 4                                                                                             | 10月28日       | 天才子役の演技を見破れ                                   | オアシズ                                      | 萱野優 齋藤さくら 松田北斗 安藤千織 橋本桃果            |
| 5                                                                                             | 11月4日        | 関東VS関西!!最強アンダーグラウンド!?マジシャン対決       | 羽田圭介                                      | ゆうきとも 紀良京佑                                     |
| 6                                                                                             | 11月11日       | ネット検索ゲーム                                         | スピードワゴン                                | -                                                       |
| 7                                                                                             | 11月18日       | うしろの声優だ～れ？                                     | 高橋茂雄（サバンナ）                          | 岡村明美 柊瑠美 神谷明 ならゆりあ                       |
| 8                                                                                             | 11月25日       | マジシャンのテクニックを見破れ                           | ドランクドラゴン                              | キタロー アルス 鷹 ジョニオ!                            |
| 9                                                                                             | 12月2日        | 天才子役のウソ演技を見破れ                               | ハリセンボン                                  | 萱野優 松浦梨結 佐藤和太 石上ひなの                     |
| 10                                                                                            | 12月9日        | ３シチュエーション・マジック・バトル                     | 杉村太蔵                                      | ムッシュ・ピエール K-SUKE Ai and Yuki                   |
| 11                                                                                            | 12月16日       | ネット検索ゲーム                                         | アンジャッシュ                                | -                                                       |
| 12                                                                                            | 12月23日       | 弁護士のウソを見破れ                                     | MEGUMI 椿鬼奴                                 | 鈴木淳也 藤原家康 小野智彦                              |
| （12月30日は『最近の若いもんは…イン・ザ・ワールド』および『中居正広のプロ野球魂』のため休止） |                |                                                          |                                               |                                                         |
| 13                                                                                            | 2016年 1月6日  | ネット検索ゲーム                                         | 天野ひろゆき（キャイ〜ン）                    | -                                                       |
| 14                                                                                            | 1月13日        | マジシャンのテクニックを見破れ ダマしテクニックを見破れ! | 松木安太郎                                    | シン・リム 田上嘉一                                     |
| 15                                                                                            | 1月20日        | うしろの声優だ～れ？                                     | トレンディエンジェル                          | 大谷育江 梁田清之 佐久間レイ 松本梨香                   |
| 16                                                                                            | 1月27日        | 弁護士のウソ弁論を見破れ                                 | 大久保佳代子（オアシズ） 西山茉希             | 堀井阿生 西川研一 田上嘉一                              |
| 17                                                                                            | 2月3日         | 天才子役のウソ演技を見破れ                               | 竹山隆範（カンニング）                        | 佐野仁香 石井心咲 小川結愛 西田光貴 新井美羽 石上ひなの |
| 18                                                                                            | 2月10日        | ネット検索ゲーム                                         | ナイツ                                        | -                                                       |
| 19                                                                                            | 2月17日        | カメレ音（オン）に騙されるな                             | 鬼龍院翔（ゴールデンボンバー）                | JP TATSUYA                                              |
| 20                                                                                            | 2月24日        | お絵描きハンデバトル                                     | しずちゃん（南海キャンディーズ）              | 倉田よしみ                                              |
| 21                                                                                            | 3月2日         | マジック見破りバトル                                     | 堀江貴文                                      | Sora ジョニオ! Ai and Yuki                              |
| 22                                                                                            | 3月9日         | ネット検索ゲームバトル                                   | 劇団ひとり                                    | -                                                       |
| 23                                                                                            | 3月16日        | クイズ魔ジックフレーズ                                   | 高橋茂雄（サバンナ）                          | キャバ嬢チーム                                          |
| 24                                                                                            | 3月23日        | マジック見破りバトル                                     | 勝間和代 鈴木拓（ドランクドラゴン）           | ふじいあきら 山上兄弟 Oga ポン太 the スミス             |
| 25                                                                                            | 3月30日        | お絵描きハンデバトル                                     | レイザーラモンHG                              | 江川達也                                                |
| 26                                                                                            | 4月6日         | マジック見破りバトル                                     | 羽田圭介                                      | からくりどーる 巳碧 Ai and Yuki                         |
| 27                                                                                            | 4月13日        | クイズ魔ジックフレーズ                                   | 高橋茂雄（サバンナ）                          | キャバ嬢チーム                                          |
| 28                                                                                            | 4月20日        | マジック見破りバトル                                     | 石原良純                                      | ジョニオ! ふじいあきら KAMIYAMA                         |
| 29                                                                                            | 4月27日        | お絵描きハンデバトル                                     | 塚地武雅（ドランクドラゴン）                  | ひうらさとる うめ                                       |
| 30                                                                                            | 5月4日         | クイズ魔ジックフレーズ                                   | 高橋茂雄（サバンナ）                          | 現役東大生チーム                                        |
| 31                                                                                            | 5月11日        | うしろの声優だ～れ？                                     | メイプル超合金                                | 寺田農 山口由里子 井上あずみ 田野めぐみ                 |
| 32                                                                                            | 5月18日        | パントマイム見破りバトル                                 | 大久保佳代子（オアシズ） 加藤諒               | が～まるちょば                                          |
| 33                                                                                            | 5月25日        | お絵描きハンデバトル                                     | 川島明（麒麟）                                | ひうらさとる うめ                                       |
| 34                                                                                            | 6月1日         | クイズ魔ジックフレーズ                                   | 高橋茂雄（サバンナ） 久冨慶子                 | オネエチーム                                            |
| 35                                                                                            | 6月8日         | プロゲーマーとハンデ対決                                 | 鈴木拓（ドランクドラゴン） 山本美月           | ももち チョコブランカ フジタ くまちょむ mosa            |
| 36                                                                                            | 6月15日        | いいね！カードバトル                                     | 高橋茂雄（サバンナ） ダレノガレ明美           | -                                                       |
| 37                                                                                            | 6月22日        | クイズ魔ジックメイク                                     | 田中みな実 上田まりえ                         | 大橋タカコ                                              |
| 38                                                                                            | 6月29日        | お絵描きハンデバトル                                     | レイザーラモンHG                              | 江川達也                                                |
| 39                                                                                            | 7月6日         | クイズ魔ジックフレーズ                                   | 高橋茂雄（サバンナ） 久冨慶子                 | 夜の女チーム                                            |
| 40                                                                                            | 7月13日        | いいね！カードバトル                                     | 高橋茂雄（サバンナ） GENKING                  | -                                                       |
| 41                                                                                            | 7月20日        | うしろの声優だ～れ？                                     | スピードワゴン                                | 佐々木優子 川田妙子 前川陽子 難波圭一                   |
| 42                                                                                            | 7月27日        | キスマイレージ                                           | 眞鍋かをり 村本大輔（ウーマンラッシュアワー） | -                                                       |
| 43                                                                                            | 8月3日         | お絵描きハンデバトル                                     | 川島明（麒麟）                                | 桂正和                                                  |
| 44                                                                                            | 8月24日        | いいね！カードバトル                                     | 斎藤司（トレンディエンジェル） 松井玲奈       | -                                                       |
| 45                                                                                            | 8月31日        | 現ナマイレージ                                           | 高橋茂雄（サバンナ） 橋本マナミ               | -                                                       |
| 46                                                                                            | 9月7日         | 公開したガール                                           | 井戸田潤（スピードワゴン） 今井華             | -                                                       |
| 47                                                                                            | 9月14日        | キスマイレージ                                           | メイプル超合金                                | -                                                       |
| 48                                                                                            | 9月21日        | いいね！カードバトル                                     | バービー（フォーリンラブ） ダレノガレ明美     | -                                                       |
| 49                                                                                            | 9月28日        | カラオケうたウマイレージ                                 | 黒沢かずこ（森三中） ホラン千秋               | -                                                       |

## ネット局と放送時間
| 放送対象地域   | 放送局                   | 系列           | 放送日時                     | 放送開始日     | 備考       |
| -------------- | ------------------------ | -------------- | ---------------------------- | -------------- | ---------- |
| 関東広域圏     | テレビ朝日（EX）         | テレビ朝日系列 | 水曜 0:15 - 0:45（火曜深夜） | 2015年10月7日  | 制作局     |
| 岩手県         | 岩手朝日テレビ（IAT）    | テレビ朝日系列 | 水曜 0:15 - 0:45（火曜深夜） | 2015年10月7日  | 同時ネット |
| 秋田県         | 秋田朝日放送（AAB）      | テレビ朝日系列 | 水曜 0:15 - 0:45（火曜深夜） | 2015年10月7日  | 同時ネット |
| 山形県         | 山形テレビ（YTS）        | テレビ朝日系列 | 水曜 0:15 - 0:45（火曜深夜） | 2015年10月7日  | 同時ネット |
| 福島県         | 福島放送（KFB）          | テレビ朝日系列 | 水曜 0:15 - 0:45（火曜深夜） | 2015年10月7日  | 同時ネット |
| 長野県         | 長野朝日放送（abn）      | テレビ朝日系列 | 水曜 0:15 - 0:45（火曜深夜） | 2015年10月7日  | 同時ネット |
| 沖縄県         | 琉球朝日放送（QAB）      | テレビ朝日系列 | 水曜 0:15 - 0:45（火曜深夜） | 2015年10月7日  | 同時ネット |
| 中京広域圏     | メ〜テレ (NBN)           | テレビ朝日系列 | 水曜 0:20 - 0:50 (火曜深夜)  | 2015年10月7日  | 5分遅れ    |
| 山口県         | 山口朝日放送 (yab)       | テレビ朝日系列 | 火曜 1:15 - 1:45 (月曜深夜)  | 2015年10月19日 | 遅れネット |
| 新潟県         | 新潟テレビ21（UX）       | テレビ朝日系列 | 水曜 0:20 - 0:50（火曜深夜） | 2015年10月21日 | 遅れネット |
| 広島県         | 広島ホームテレビ（HOME） | テレビ朝日系列 | 水曜 0:20 - 0:50（火曜深夜） | 2015年10月21日 | 遅れネット |
| 青森県         | 青森朝日放送（ABA）      | テレビ朝日系列 | 水曜 1:45 - 2:15（火曜深夜） | 2015年10月21日 | 遅れネット |
| 福岡県         | 九州朝日放送（KBC）      | テレビ朝日系列 | 火曜 1:20 - 1:50（月曜深夜） | 2015年10月27日 | 遅れネット |
| 熊本県         | 熊本朝日放送（KAB）      | テレビ朝日系列 | 火曜 1:45 - 2:15（月曜深夜） | 2015年10月27日 | 遅れネット |
| 愛媛県         | 愛媛朝日テレビ（eat）    | テレビ朝日系列 | 水曜 1:20 - 1:50（火曜深夜） | 2015年10月28日 | 遅れネット |
| 長崎県         | 長崎文化放送（NCC）      | テレビ朝日系列 | 水曜 1:21 - 1:51（火曜深夜） | 2015年11月4日  | 遅れネット |
| 大分県         | 大分朝日放送（OAB）      | テレビ朝日系列 | 水曜 1:15 - 1:45（火曜深夜） | 2015年12月23日 | 遅れネット |
| 静岡県         | 静岡朝日テレビ（SATV）   | テレビ朝日系列 | 水曜 0:20 - 0:50（火曜深夜） | 2015年12月30日 | 遅れネット |
| 宮崎県         | 宮崎放送（MRT）          | TBS系列        | 金曜 1:05 - 1:35（木曜深夜） | 2016年1月8日   | 遅れネット |
| 鳥取県・島根県 | 日本海テレビ（NKT）      | 日本テレビ系列 | 土曜 15:00 - 15:30           | 2016年1月9日   | 遅れネット |
| 近畿広域圏     | 朝日放送（ABC）          | テレビ朝日系列 | 火曜 2:20 - 2:50（月曜深夜） | 2016年1月20日  | 遅れネット |
| 香川県・岡山県 | 瀬戸内海放送（KSB）      | テレビ朝日系列 | 金曜 0:20 - 0:50（木曜深夜） | 2016年3月24日  | 遅れネット |
| 宮城県         | 東日本放送 (KHB)         | テレビ朝日系列 | 水曜 0:20 - 0:50 (火曜深夜)  | 2016年4月6日   | 5分遅れ    |

## スタッフ
- 声：中尾隆聖
- 企画：奥川晃弘
- 構成：鈴木おさむ、樋口卓治、飯塚大悟、工藤ひろこ、坂田康子、なかじまはじめ、大平将貴、奥山聡紀、三浦智信、久保川きよみ、木崎正和
- 編成：吉村周
- 宣伝：平野三和、池田佐和子
- 協力：東京オフラインセンター
- 特別協力：ジャニーズ事務所
- 制作進行：草柳孝司、木山達朗、杉田ちえみ
- 制作スタッフ：東裕二、遠入涼、高橋亜季、森田彩、蛯名葉乙、近谷奈生
- アシスタントプロデューサー：配藤麻衣
- ディレクター：北嶋一喜、鈴木章浩、森田惇、東裕二
- チーフディレクター：米田裕一
- プロデューサー：鈴木忠親、酒井隆茂、水野佳世
- ゼネラルプロデューサー：友寄隆英
- 制作著作：テレビ朝日

### 過去のスタッフ
- アシスタントプロデューサー：蛯名葉乙
- プロデューサー：奥田創史、森栄一郎